# Elisif Elvinsdotter
Elisif Elvinsdotter, född 7 september 1964 i Värmland, är en svensk journalist, programledare, författare och moderator. Hon har både arbetat för radio och TV och författade åren runt 1990 tre barn- och ungdomsböcker.

## Biografi

### Uppväxt och studier
Elvinsdotter, som vuxit upp med tre syskon, levde de fem första åren av sitt liv i den lilla orten Klaråsen i Värmland, nära den norska gränsen. Därefter flyttade familjen till Östergötland och trakten kring Åtvidaberg. Under Elvinsdotters tonårstid bodde man utanför Kisa i södra Östergötland.
Därefter studerade Elvinsdotter iåren vid den gymnasiala tvååriga jordbruksutbildningen på Vreta lantbruksskola utanför Linköping och arbetade i fyra år som djurskötare. Därefter övergick hon till en tvåårig (1987–1989) journalistutbildning på Södra Vätterbygdens folkhögskola.

### Radio, TV och moderator
1989 började Elvinsdotter som radiojournalist på Radio Kronoberg i Växjö, efter att tidigare ha praktiserat på P4 i Växjö under sin journalistutbildning. Hon övergick 1989 till TV4 Sydost, när TV4 startade sina lokala stationer, och arbetade efter några år som programledare för program som Sverige Runt (tillsammans med Rickard Sjöberg), När & fjärran, Nyhetsmorgon och Nyheterna. Hon arbetade på TV4 fram till 2001.
Elvinsdotter har även varit programledare för vetenskapsprogram på Utbildningsradion, samt Gomorron Sverige, Aktuellt 21, Rapport och Uppdrag Granskning på SVT.
2009 lämnade Elvinsdotter heltidsjournalistiken, för en verksamhet som yrkesmässig moderatör. Hon har dock fortsatt att till och från frilansa och var i början av 2020-talet "inhoppande" programledare för både P1 Morgon och Studio Ett. Hon fick 2011 "Stora Talarprisets hederspris".

### Författarskap
Som författare har Elvinsdotter givit ut tre barn- och ungdomsböcker, alla tre åren runt 1990. Under 1980- och 1990-talen gav hon dessutom ut fanzinen Oxygene (tio nummer), Kråkvind, Pollo pollo, Alla människor härstammar från påven, utom jag, för jag är en apa samt Syner.
Under 2020-talet har Elvinsdotter arbetat med ett nytt bokprojekt, en vuxenroman med koppling till ett äldre hus i trakten av Linneryd.